# Abrego
Abrego è uno dei comuni della Colombia nel dipartimento di Norte de Santander.
Il primo insediamento nell'area, chiamato Llano de los Orejones, risale al 1530, mentre l'abitato recente venne fondato nel 1810. La denominazione Abrego venne assunta nel 1930.